# Guttipsilopa umbrosa
Guttipsilopa umbrosa är en tvåvingeart som först beskrevs av Friedrich Hermann Loew 1862.  Guttipsilopa umbrosa ingår i släktet Guttipsilopa och familjen vattenflugor. Inga underarter finns listade i Catalogue of Life.